# Arrabal de San Ginés

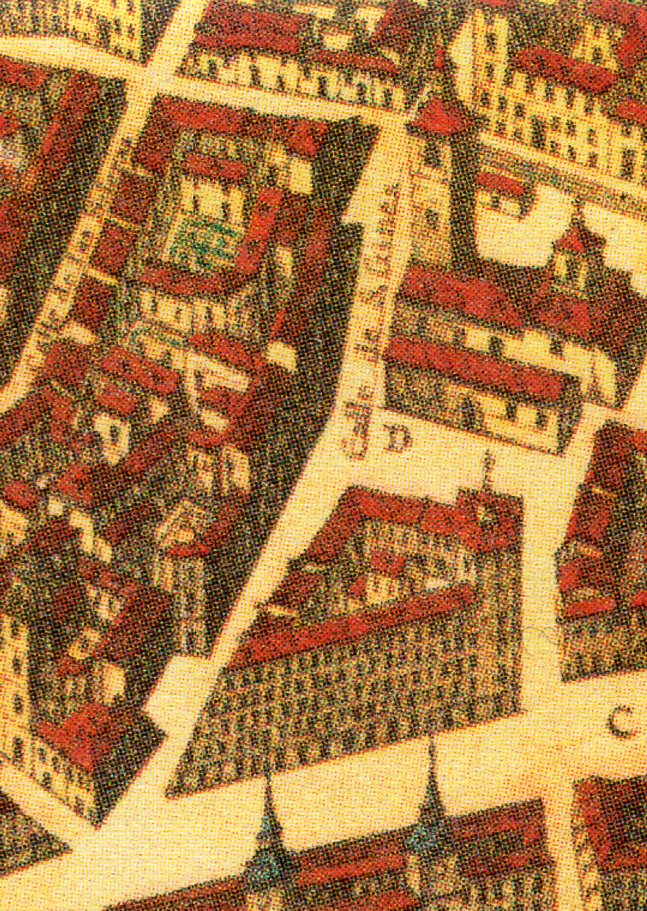
Representación en el plano de Madrid de Teixeira (1656) del caserío en torno a la parroquia de San Ginés de Arlés, indicada con la letra D.

El arrabal de San Ginés fue una barriada extramuros del primitivo Madrid amurallado, que creció en torno a la parroquia de San Ginés de Arlés (de la que se tiene noticia ya en 1358), en el lado exterior de la Puerta de Guadalajara y con una variopinta población de gremios artesanos se extendieron hacia levante.

## Origen, superficie y desarrollo
El arrabal de San Ginés, cuya existencia como poblado puede datarse según algunos historiadores en tiempos de la ocupación musulmana,  se fue expandiendo hacia el norte desde la Puerta de Guadalajara, acogiendo las casas de poderosas familias como los Mendozas y los Vallejos. Junto a ellos pusieron sus locales los «bordadores, coloreros, boteros» y otros artesanos reunidos en torno a la iglesia de San Ginés, supuestamente levantada sobre una antigua ermita mozárabe. De esa herencia mudéjar son asimismo las noticias que sobre los establecimientos de herradores se han documentado en este arrabal, del mismo modo que los primeros herreros se sitúan en torno a la primitiva Almudena.
La superficie del caserío, se fue extendiendo a lo largo de los siglos xiv y xiv desde la puerta de Guadalajara y la fuente de los Caños del Peral (en el espacio que luego se rellenaría para crear la Plaza de Isabel II), por el lado sur del arroyo (luego calle del Arenal), y la zona norte del camino de Guadalajara (luego calle Mayor de Madrid), habiendo rebasado ya en 1470 la actual puerta del Sol. Hacia el sector de poniente, a partir de 1440 se documenta población y asentamientos en la zona de las calles del Bonetillo y Escalinata, donde los historiadores y arqueólogos han situado los posibles restos de una cerca, aunque la primera noticia de un muro levantado por razones tanto sanitarias como de seguridad data de 1438.